# Нита Щраус
Винита Сандия „Нита“ Щраус (на английски: Vinita Sandhya „Nita“ Strauss; родена на 7 декември 1986 г. в Лос Анджелис, Калифорния) е американска китаристка. Тя става известна с групатта Айрън Мейдънс, женска кавър група на Айрън Мейдън. През юни 2014 г. тя става член на групата на американския хард рок музикант Алис Купър, замествайки Орианти на китара.
Интересът и към активното свирене на китара първоначално е предизвикан от игралния филм Кръстопът от 1986 г., в ранните ѝ тийнейджърски години. По-специално, китаристът Стийв Вай, който играе поддържаща роля във филма, има вдъхновяващо влияние върху нея. През юни 2014 г. е обявено, че Щраус заменя Орианти като китарист на турне на Алис Купър за датите на турнето през 2014 г. Тя продължава тази роля през 2018 г. Нита вече е открита за факта, че ранното ѝ навлизане в рок турнета с много по-възрастни музиканти и рок величия като Мотли Крю и Алис Купър я е направило алкохоличка. През есента на 2015 г. тя слага край на тази зависимост с помощта на своя партньор и мениджър Джош Вилалта. Тя описва своята приятелка Джил Янус (Ловецът) като свой модел за подражание за излизане на обществени места и потенциално използване на опита и, за да помогне на другите.
Нита Щраус е водещият китарист на седем песни в албума Dockers Guild, озаглавени The Heisenberg Diaries - Book A: Sounds of Future Past, издадена на 21 януари 2016 г. Щраус се запознава с Докър чрез техния общ приятел Джеф Гилоули.
През 2018 г. Нита Щраус започна да се появява в шоута на WWE. На 8 април тя се явява на WrestleMania 34, свирейки на китара в изпълнение на живо на началната тема на шоуто на кечиста Шинсуке Накамура.  На 28 октомври Щраус се появява на WWE Evolution с Лзи Хейл. През март 2018 г. Щраус стартира проект Kickstarter, за да финансира собствения си албум. Нейното изявление по този въпрос е, че не желае да подпише със звукозаписна компания, защото това би повлияло на способността на групата ѝ и това би ѝ позволило да взема свои собствени решения.
През юли 2022 г. Щраус обявява, че напуска Алис Купър като китарист и има спекулации за бъдещо сътрудничество с поп певицата Деми Ловато.
През октомври 2022 г. Нита Щраус издава песента The Wolf you feed в сътрудничество с певицата на Арч Енеми Алиса Уайт-Глуз, включително придружаващото музикално видео.
През март 2023 г. Алис Купър обявява, че Нита Щраус ще се завърне в групата му като китаристка.
На 7 юли 2023 г. Щраус издава втория си солов албум, озаглавен Call of the Void, който включва различни артисти и гост-вокалисти, включително Дистърбт и Дейвид Дрейман, Алиса Уайт-Глуз, Лзи Хейл, Дороти, Крис Серули (Chris Motionless), Алис Купър, Андерш Фриден, Лилит Цар и Марти Фридман. Тя също свири в Road, 22-ия солов албум на Алис Купър.

## Дискография
| Солови албуми и колаборации                         | Солови албуми и колаборации | Солови албуми и колаборации |
| Заглавие                                            | Лейбъл                      | Година на издаване          |
| --------------------------------------------------- | --------------------------- | --------------------------- |
| Controlled Chaos                                    | Sumerian Records            | 2018                        |
| The Call Of The Void                                | Sumerian Records            | 2023                        |
| Nita Strauss Feat. David Draiman – Dead Inside      | Sumerian Records            | 2021                        |
| Nita Strauss, Alissa White-Gluz – The Wolf You Feed | Sumerian Records            | 2022                        |
| Alice Cooper, Nita Strauss – Road                   | Ear Music, Edel, Alive      | 2023                        |